# Teeboy Kamara
Teeboy Kamara (Monrovia, 18 maggio 1996) è un calciatore liberiano naturalizzato australiano, attaccante dell'Adelaide Olympic.

## Biografia
Di origini liberiane, arriva in Australia a sei anni dopo aver fatto tappa in Sierra Leone e in Guinea, scappando dalla guerra civile con la madre e i due fratelli più grandi, Victor e Doris. Suo padre biologico, poliziotto, è stato sequestrato e ucciso poco prima della sua nascita.

## Caratteristiche tecniche
È forte fisicamente e discreto tecnicamente; ha doti atletiche che gli permettono di essere abile nello scatto e nel tiro. Riceve spesso il cartellino giallo.

## Carriera

### Club
Inizia a giocare a calcio in una squadra di un quartiere, il Croydon Kings. A seguito di un breve periodo con il Salisbury United, suo padre putativo – ex portiere divenuto in seguito preparatore degli estremi difensori della Nazionale liberiana – gli fa sostenere un provino con l'Adelaide United. Entrato nel settore giovanile della società, segna parecchi gol giocando come centravanti. Nel 2011 la società gli fa firmare il primo contratto da professionista e lo aggrega alla prima squadra. Di lì a poco passa a giocare con la formazione Under-23 nella National Youth League. Quindi, il 16 dicembre 2011, esordisce in prima squadra entrando al 64' di Adelaide United-Gold Coast United (0-3), diventando il più giovane esordiente di sempre nella A-League a 15 anni e 212 giorni, superando il precedente record di James Virgili. Lo stesso giorno viene ufficializzato il contratto triennale con validità a partire dal giorno del suo sedicesimo compleanno, ovvero da quando termina l'obbligo scolastico nel paese oceaniano.
Il 18 aprile 2012 esordisce nelle competizioni internazionali prendendo parte alla partita di AFC Champions League vinta sui sudcoreani del Pohang Steelers per 1-0 dopo il suo ingresso. Chiude la stagione con altre due presenze in coppa.

### Nazionale
Ha preso parte ai Mondiali Under-17 del 2011 giocando 3 partite. È stato il più giovane giocatore della manifestazione.